# Max Manus
Max Manus, de son vrai nom Maximo Guillermo Manus (9 décembre 1914, Bergen – 20 septembre 1996) est un héros de la résistance norvégienne durant la Seconde Guerre mondiale.

## Biographie
Après avoir combattu les soviétiques du côté finlandais pendant la Guerre d'Hiver, il est retourné en Norvège le jour de l'invasion allemande, le 9 avril 1940.
Il fut un pionnier du mouvement de résistance en Norvège, et fut arrêté par la Gestapo en 1941, puis réussit à s'échapper en Angleterre pour y suivre des entrainements. Il est devenu saboteur pour la Norwegian Independent Company 1, spécialisé dans le sabotage de navires. Il termina la guerre au grade de Lieutenant.
Max Manus est célèbre pour ses faits d'armes en tant que saboteur durant la Seconde Guerre mondiale ; il raconta ses exploits dans plusieurs publications après la libération. Il a obtenu à deux reprises la plus haute distinction de Norvège, la Croix de guerre avec épée. Il a obtenu également la Croix militaire britannique.
Il partit vivre en Espagne les dernières années de sa vie.
Il est mort le 20 septembre 1996 à Bærum en Norvège à l'âge de 81 ans.

## Filmographie
- Max Manus, opération sabotage (2008).